# Iliboleng
L'Iliboleng' és un estratovolcà situat a l'extrem sud-est de l'illa d'Adonara, a l'illa de Flores, Indonèsia. La part superior del volcà, que s'eleva fins als 1.659 msnm, està formada per diversos cràters. La primera erupció en temps històrics fou documentada el 1885. Des d'aleshores s'han documentat una vintena d'erupcions més, la darrera d'elles el 1993.